# شیمازو کامه‌جو
شیمازو کامه‌جو (به ژاپنی: 島津亀寿 Shimazu Kameju)؛ ۱۵۷۱ – ۱۶۳۰)یک زن اشرافی از خاندان شیمازو، دختر شیمازو یوشی‌هیسا و همسر شیمازو ایه‌هیسا بود.